# Bill Thomas (polityk)
Bill Thomas, właśc. William Marshall Thomas (ur. 6 grudnia 1941 w Wallace) – amerykański polityk, członek Partii Republikańskiej.

## Działalność polityczna
Od 1974 zasiadał w Zgromadzeniu Stanowym Kalifornii. Następnie od 3 stycznia 1979 do 3 stycznia 1983 przez dwie kadencje był przedstawicielem 18. okręgu, następnie do 3 stycznia 1993 przez pięć kadencji 20. okręgu, następnie do 3 stycznia 2003 przez pięć kadencji 21. okręgu, a od 3 stycznia 2003 do 3 stycznia 2007 przez dwie kadencje przedstawicielem 22. okręgu wyborczego w stanie Kalifornia w Izbie Reprezentantów Stanów Zjednoczonych.